# 21166 Nobuyukishouji
21166 Nobuyukishouji este o planetă minoră (asteroid) din centura de asteroizi. A fost descoperită pe 6 decembrie 1993 la Geisei observatory⁠(d) de Tsutomu Seki. 
Obiectul prezintă o orbită caracterizată de o semiaxă mare de 2,217891 UAi, o excentricitate de 0,16, o înclinație de 5,385 ° în raport cu ecliptica.